# 西疆短星菊
西疆短星菊（学名：Brachyactis roylei）为菊科短星菊属的植物。分布于巴基斯坦、俄罗斯、印度、阿富汗以及中国大陆的新疆、西藏等地，生长于海拔1,200米至3,900米的地区，目前尚未由人工引种栽培。